# Philotrypesis okinavensis
Philotrypesis okinavensis är en stekelart som beskrevs av Ishii 1934. Philotrypesis okinavensis ingår i släktet Philotrypesis och familjen fikonsteklar.
Artens utbredningsområde är Taiwan. Inga underarter finns listade i Catalogue of Life.